# Molen Ten Elzas
De Molen Ten Elzas (ook wel Molen De Cleye genoemd) is een watermolen op de Nederaalbeek in de Oost-Vlaamse gemeente Etikhove (Maarkedal).

## Geschiedenis
De watermolen werd reeds vermeld in 1571 als pachtmolen van jonkheer Jan van Ladeuze. Op de kaart van het “Land van Aalst” in “A. Sanderus' Flandria Illustrata” van 1641-1644 staat de molen als watermolen "Te Walle" vermeld. In oudere geschriften werd de naam "Watermolen van De Cleye" ook gebruikt. In 1817 kwam de watermolen in bezit van Judocus Van Malleghem en is sindsdien in het bezit gebleven van deze familie. In 1893 werd een stoommachine geplaatst. Sedert 1956 werd niet meer op waterkracht gemalen. Het molenrad werd gedemonteerd en staat buiten op het bedrijfsterrein opgesteld. In de jaren 1960 werd de maalderij omgebouwd tot een modern maalbedrijf met de naam “Molens Van Malleghem”. Er zijn nog enkel schaarse overblijfselen van de watermolen zichtbaar.